# Orchestra Rossa
L'Orchestra Rossa (in tedesco die Rote Kapelle) è il nome dato dalla Gestapo alle reti di spionaggio a favore dell'Unione Sovietica che operavano durante la seconda guerra mondiale nell'Europa occupata dai nazisti o in Svizzera, o a gruppi di resistenza antinazista in Germania che non svolgevano necessariamente attività di spionaggio.

## Generalità
Il nome "Rote Kapelle" (Orchestra Rossa) fu inventato dalla RSHA, il controspionaggio nazista, per identificare un'operazione segreta del giugno 1941 condotta dall'Abwehrstelle Belgium (Ast Belgium), un ufficio dell'Abwehr III.F, contro l'intelligence sovietica in Belgio. Più in generale, il termine "Kapelle" era usato dall'Abwehr per le operazioni di controspionaggio contro le stazioni radio clandestine e nel caso delle stazioni di Bruxelles, Rote, fu utilizzato per differenziare dalle altre operazioni condotte dall'Ast Belgium.
Nel gergo dei servizi segreti tedeschi, il gestore di una rete era il "direttore d'orchestra": coordinava e dirigeva l'attività dei "pianisti" (gli operatori radio) e dei loro "strumenti musicali" (le radio trasmittenti). La Gestapo includeva nell'"Orchestra Rossa" tre gruppi che non avevano connessioni tra loro:
1. il gruppo di Leopold Trepper, una rete che, con la copertura di società commerciali, raccoglieva informazioni economiche, politiche e militari in paesi controllati dalla Germania (Belgio, Francia, Paesi Bassi, e paesi scandinavi);
2. "Die Rote Drei" ("Le tre rosse"), una rete spionistica operante in Svizzera;
3. il gruppo Schulze-Boysen-Harnack, un gruppo tedesco di resistenza antinazista, politicamente indipendente, che operava a Berlino.

La storia dell'Orchestra Rossa fu conosciuta nel periodo della Guerra fredda solo in base alle informazioni della Gestapo. Solo con la caduta del muro di Berlino e l'accesso ai documenti degli archivi del KGB è stato possibile capire che i gruppi berlinesi di Schulze-Boysen e di Harnack erano indipendenti da quelli di Trepper, essendo composti da resistenti antinazisti talora critici verso l'Unione Sovietica di Stalin.
Nel luglio 1942, il caso dell'Orchestra Rossa fu preso in carico dall'Ast Belgium sezione IV. A.2. del Sicherheitsdienst. Quando l'agente sovietico Anatoly Gurevich fu arrestato nel novembre 1942, la risposta tedesca all'attività di spionaggio in favore dell'Unione Sovietica, come pure all'attività di resistenza sospettata di svolgere attività di spionaggio in favore dell'Unione Sovietica, consistette nella creazione di un gruppo di lavoro dedicato alla sua distruzione, il Sonderkommando Rote Kapelle ("Distaccamento speciale Orchestra Rossa"): costituito all'inizio del 1942 da personale della Gestapo, del Abwehr, e del Sicherheitsdienst, guidata dall'SS-Obersturmbannführer Friedrich Panzinger e dipendeva direttamente da Hitler.

## Rivalutazione
Dopo la seconda guerra mondiale, fu resa pubblica solo una parte dell'organizzazione della resistenza tedesca contro il regime nazista, in particolare il gruppo del complotto del 20 luglio e gli appartenenti alla Rosa Bianca. Negli anni settanta è cresciuto l'interesse per le varie forme di resistenza e opposizione al regime: nessuna altra organizzazione è stata così oggetto di disinformazione sistematica e così poco riconosciuta come la resistenza imperniata su Arvid Harnack e Harro Schulze-Boysen.
In diverse pubblicazioni, i gruppi rappresentati da queste due persone sono stati descritti come gruppi composti da traditori e spie. Un esempio è stato il libro Kennwort: Direktor; die Geschichte der Roten Kapelle, scritto da Heinz Höhne, giornalista di Der Spiegel. Höhne basò il testo sull'indagine della Procura di Lüneburg contro il giudice generale della Luftwaffe e apologeta del nazismo Manfred Roeder, a sua volta coinvolto nei casi Harnack e Schulze-Boysen durante la guerra e che contribuì in modo decisivo all'alone di leggenda creato nel periodo della guerra fredda: Höhne riferisce di ex individui della Gestapo e del tribunale di guerra del Reich che si trovavano in una situazione di conflitto di interessi ed erano intenzionati a diffamare questi gruppi tramite delle accuse di tradimento.
Questa opera di diffamazione continuata dagli anni '40 (iniziata con la Gestapo) agli anni '70, è stata attenzionata dalla Procura di Lüneburg e valutata come un processo mediatico tramite l'avvocato tedesco Robert Kempner, come dimostra il processo del 1968 a Manfred Roeder, giudice nazista diventato poi negazionista dell'Olocausto di estrema destra. La Procura di Francoforte, che seguì il caso contro Roeder, basò le sue indagini sul procedimento "1 Js 16/49", il numero di processo definito in precedenza dalla Procura di Lüneburg. L'intero processo propagandò le idee della Gestapo sull'Orchestra Rossa, idee che furono mantenute nel rapporto della Procura.
Dal punto di vista della Repubblica Democratica Tedesca (DDR), l'Orchestra Rossa è stata riconosciuta come gruppo combattente della resistenza antifascista e ha ricevuto le onorificenze postume nel 1969. Di conseguenza, la raccolta più completa di biografie esistenti proviene dalla DDR, grazie al libro di Karl Heinz Biernat e Luise Kraushaar Die Schulze- Boysen- Harnack- Organisation im antifaschistischen Kampf pubblicato nel 2002 che rappresenta il punto di vista dell'epoca filtrato dall'ottica dell'ideologia.
Lo storico della DDR Heinrich Scheel negli anni '80 era vicepresidente dell'Accademia delle Scienze della Germania Est, fece parte del gruppo antinazista Tegeler (dal nome dell'area in cui si riunivano, a Berlino) insieme a Hans Coppi, condusse una ricerca sull'Orchestra Rossa da cui risultò un documento che rese una visione più sfumata e scoprì il lavoro svolto per diffamarla. Grazie a Scheel si arrivò a una rivalutazione del gruppo, ma solo nel 2009 il Bundestag tedesco annullò le sentenze della magistratura nazionalsocialista per "tradimento" e riabilitò i membri del gruppo.

## Il gruppo Trepper

Zone occupate in Francia durante la Seconda guerra mondiale

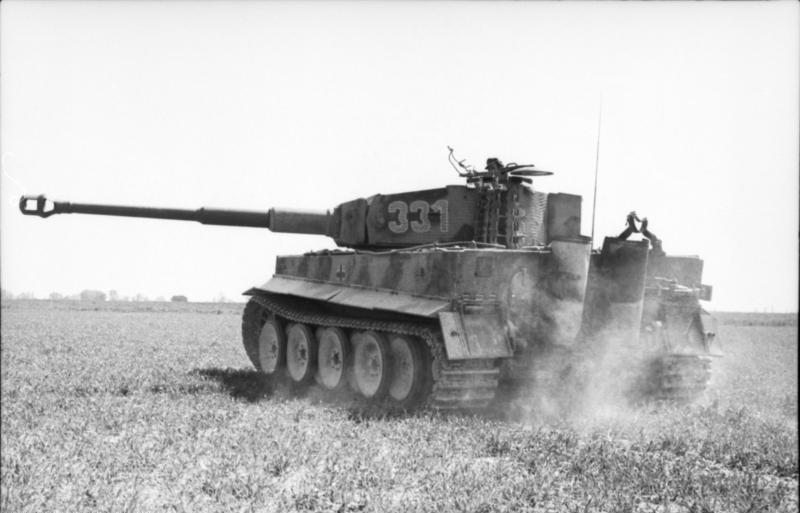
Panzer VI Tiger I

L'organizzazione diretta da Leopold Trepper, un polacco marxista di religione israelita, era una rete spionistica che lavorava per la GRU sovietica. La rete, che operava con la copertura di una società commerciale, raccoglieva informazioni economiche, politiche e militari in Germania, Francia, Belgio, Paesi Bassi, Svizzera e nei paesi scandinavi.
La rete venne creata nei primi mesi del 1939 su richiesta del generale Berzin, capo dei servizi segreti dell'Armata Rossa. Trepper venne inviato a Bruxelles, con la copertura di un imprenditore canadese dirigente della "Foreign Excellent Raincoat Company", una società di esportazione con sede a Bruxelles e filiali in alcuni grandi città portuali europee. Oltre che da copertura, la società commerciale avrebbe dovuto servire anche da fonte di finanziamento della rete spionistica. Obiettivo primario dell'organizzazione era la raccolta di informazioni sulle capacità militari e sulle risorse produttive tedesche, nonché tutte le altre informazioni utili per individuare i piani militari della Germania nazista.
Dopo la caduta del Belgio (maggio 1940) Trepper si trasferì a Parigi alla guida delle società "Simex" (a Parigi) e "Simexco" (a Bruxelles). Entrambe le società realizzavano profitti vendendo merci al mercato nero. Alla testa di queste società Trepper, che si farà chiamare anche Adam Milker, pose uomini reclutati in segreto nei movimenti di resistenza francesi, belgi, olandesi e tedeschi. Tutti i membri della rete, non necessariamente comunisti, agivano mossi principalmente dalle loro convinzioni antinaziste. Attraverso i contatti commerciali con gli industriali tedeschi, Trepper fu in grado di raccogliere informazioni importanti sul morale e sulle opinioni dei militari tedeschi, sui movimenti di truppe, e su piani militari per il fronte orientale. Inoltre, i contatti tra la società "Simex" e il suo principale cliente, l'Organizzazione Todt, mettevano Trepper in grado di ottenere informazioni anche sulle fortificazioni militari tedeschi e sui movimenti delle truppe dell'Asse. Un ulteriore vantaggio proveniva dalla facoltà, data ad alcuni agenti di Trepper, di potersi muovere liberamente nelle aree occupate dai tedeschi.
L'organizzazione di Trepper fornì all'Unione Sovietica informazioni militari, politiche ed economiche di alto livello (piani di attacchi da parte della Wehrmacht in Unione Sovietica, attività delle truppe tedesche nei territori occupati, dati sulla produzione industriale di carri armati o aerei, analisi sulla situazione politica interna in Germania, Italia e nei paesi occupati, ecc.) Fra i successi di questa rete vi fu l'annuncio dell'Operazione Barbarossa, il piano di invasione dell'URSS da parte della Germania nazista, e il progetto del Panzer VI Tiger I, il carro armato pesante tedesco.
I servizi di controspionaggio tedeschi conobbero l'esistenza della rete di Trepper in seguito all'intercettazione di alcuni messaggi radio provenienti dall'NKVD, il servizio segreto sovietico. Il 14 luglio 1942 la stazione tedesca di monitoraggio intercettò un messaggio in codice, proveniente da Mosca, che lasciava trapelare maldestramente i nomi e gli indirizzi di alcuni aderenti. L'Abwehr, attraverso la triangolazione radio fu in grado di localizzare una trasmittente di Bruxelles. Dopo aver sottoposto a tortura gli arrestati, il controspionaggio tedesco fu in grado di distruggere la rete entro la primavera del 1943. La maggior parte degli agenti furono giustiziati. Lo stesso Trepper fu arrestato il 5 dicembre 1942 a Parigi, ma più tardi riuscì a fuggire e a rifugiarsi presso una formazione della resistenza francese dove rimase fino alla liberazione di Parigi nel 1944.

## Il gruppo Schulze-Boysen e Harnack

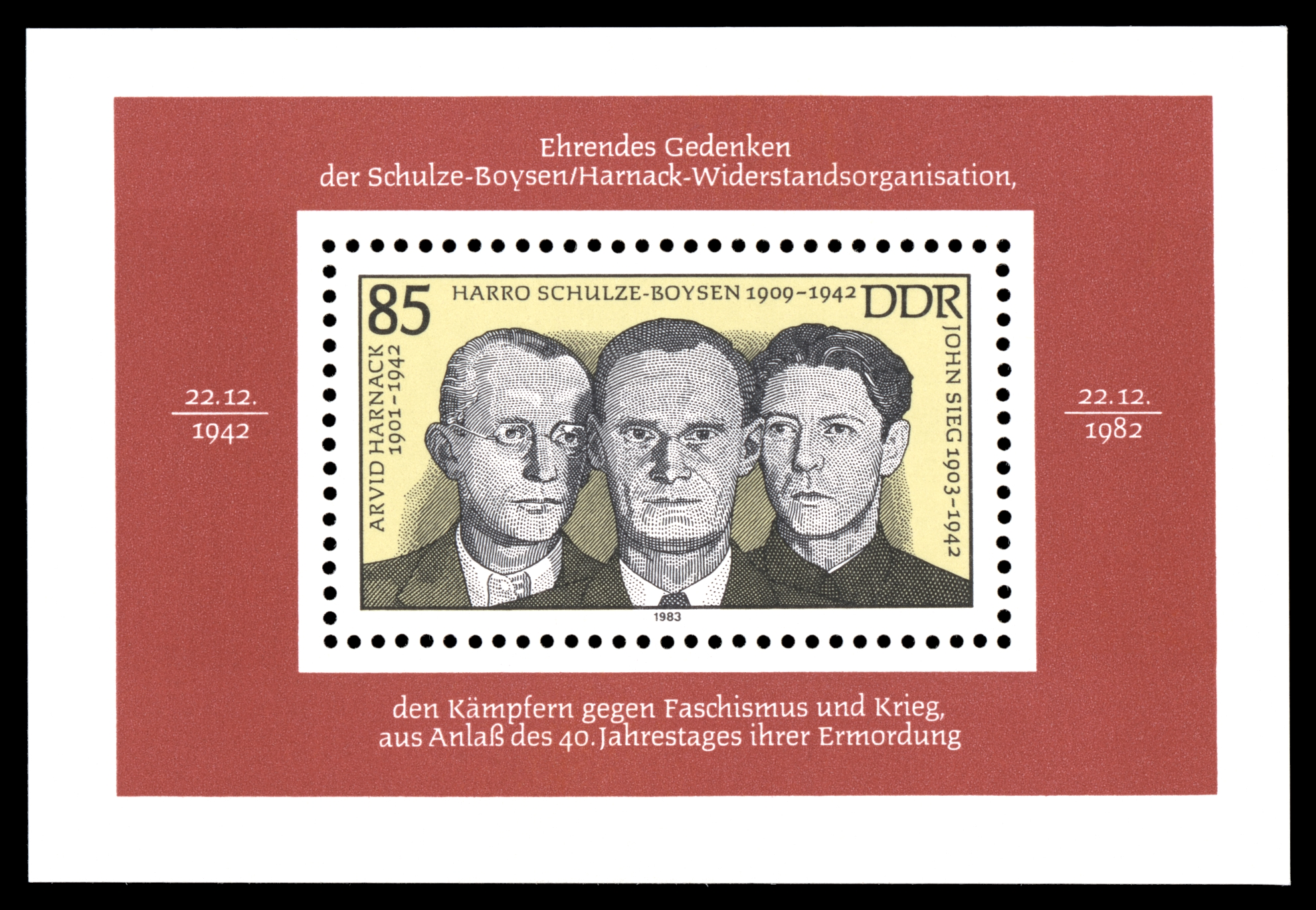
Francobollo commemorativo per Arvid Harnack, Harro Schulze-Boysen e John Sieg

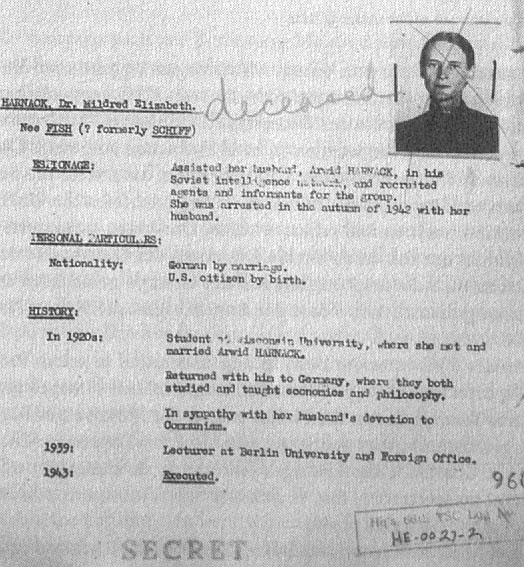
Scheda del CIC dove Mildred Harnack viene indicata come aderente all'Orchestra Rossa

Gli appartenenti alla rete di Berlino erano guidati da Harro Schulze-Boysen, un ufficiale dell'aviazione, e da Arvid Harnack, un funzionario del ministero tedesco dell'economia. Il gruppo era rappresentativo della società tedesca: vi erano aderenti di tutte le età (da 16 a 86 anni), sesso (il 40% erano donne), religione (protestanti, cattolici, ebrei e atei), opinioni politiche (conservatori, liberali e comunisti), accomunati dalla partecipazione alla lotta contro il nazismo. Fra gli aderenti: Alexander Erdberg, Adam Kuckhoff (un produttore teatrale), sua moglie Grete Kuckhoff (che lavorava nel dipartimento della politica razziale diretto da Alfred Rosenberg), Horst Heilmann (specialista in cifrari nella divisione delle comunicazioni della Wehrmacht), Günther Weisenborn (scrittore tedesco), Herbert Gollnow (addetto al servizio di controspionaggio tedesco), Johann Graudens (meccanico aeronautico assegnato alle basi militari della Luftwaffe), i coniugi Hilde e Hans Coppi (due militanti comunisti). Coppi fu aiutato ricevendo nel 1941 l'uso dell'appartamento della resistente al nazismo Erika von Brockdorff.
Il gruppo antinazista di Berlino non aveva primariamente finalità di spionaggio. Prima dell'invasione dell'Unione Sovietica da parte della Germania nazista, il gruppo Schulze-Boysen/Harnack aveva avuto contatti soprattutto con gli Stati Uniti, attraverso l'addetto economico dell'ambasciata americana a Berlino Donald Heath, e aveva fornito informazioni di tipo economico e politico a sovietici, americani e inglesi. I tentativi di informare le nazioni avversarie della Germania nazista, soprattutto USA e URSS, delle atrocità di Hitler e dei piani nazisti di guerra, erano solo una piccola parte dell'attività di resistenza. La maggior parte degli aderenti si dedicava a distribuire volantini, suscitare la disobbedienza civile della popolazione tedesca, aiutare gli oppositori e i perseguitati del regime a nascondersi o a fuggire dalla Germania, innervosire i governanti.
L'operazione Barbarossa spinse alcuni aderenti a tentare di trasmettere informazioni anche di tipo militare a Mosca dopo soli quattro giorni dall'inizio dell'invasione tedesca dell'URSS. Tuttavia, i trasmettitori forniti dai sovietici non funzionavano. Il controspionaggio tedesco giunse al gruppo di Berlino nel 1942 nel corso delle indagini sulla rete di Trepper. Nel luglio del 1942, il Dipartimento di decrittazione dell'Oberkommando des Heeres riuscì a decodificare un messaggio dei sovietici in cui si accennava al gruppo. Harro Schulze-Boysen e sua moglie Libertas furono arrestati il 30 agosto 1942; Arvid Harnack e la moglie Mildred il 7 settembre, Hans e Hilde Coppi il 12 settembre 1942. Nella tarda primavera del 1943 erano state imprigionate e successivamente giustiziate o condannate a lunghe pene detentive, 150 persone, molte delle quali peraltro non avevano neanche preso parte alle attività antinaziste organizzate dal gruppo Schulze-Boysen e Harnack.

## Il gruppo delle Tre rosse

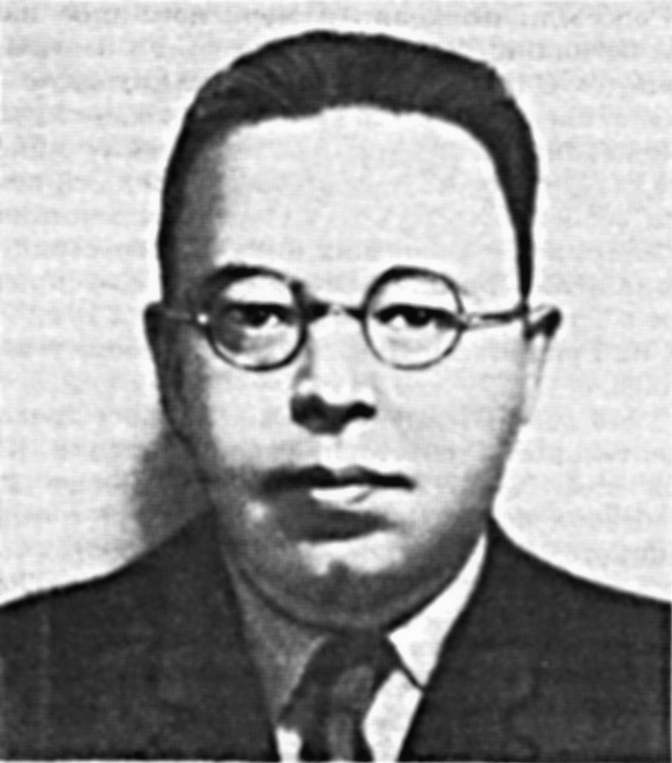
Sándor Radó

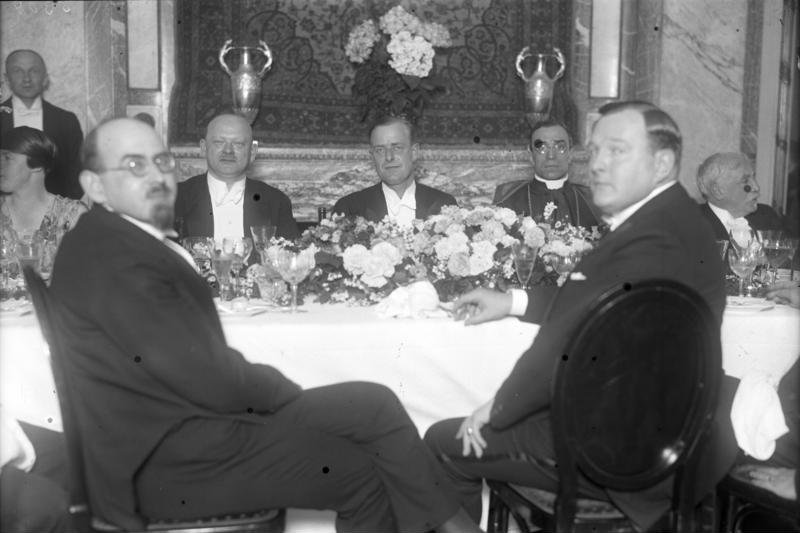
Georges Blun

Appartenenti all'Orchestra Rossa erano considerate dalla Gestapo anche tre radiotrasmittenti a onde corte, battezzate dall'RSHA "Die Roten Drei" (Le tre rosse), che durante la seconda guerra mondiale trasmettevano dalla Svizzera, pertanto da territorio neutrale: due da Ginevra e una da Losanna. Il gruppo era presieduto da Sándor Radó (nome in codice, «Dora», anagramma di «Rado»), un famoso cartografo ungherese militante comunista immigrato in Svizzera nel 1936. La Drei Roten era stata fondata nel 1936, con l'arrivo di Radó a Ginevra.
Nell'aprile 1942 l'organizzazione era costituita da un gruppo principale, diretto da Radó, e da tre sottogruppi diretti da Rachel Dübendorfer (nome in codice: «Sissy»), Georges Blun (nome in codice: «Long»), e Otto Puenter (nome in codice: «Pakbo»). Radò ebbe inoltre contatti con il centro di spionaggio «Lucy»; è stato ipotizzato che Radó possa essere stato in realtà un agente segreto britannico avente l'obiettivo di far giungere all'Unione Sovietica informazioni ottenute dai britannici per mezzo del sistema Ultra senza far tuttavia conoscere ai sovietici l'origine di tali informazioni. I contatti con i servizi segreti britannici saranno utilizzati comunque dai sovietici come capo d'accusa contro Radó il quale, al termine della seconda guerra mondiale, fu processato in URSS e trascorse dieci anni in un gulag.

## Nella cultura di massa
Nel 1972 la rete televisiva tedesca ARD ha prodotto la serie Die rote Kapelle diretta da Franz Peter Wirth.
Nel 1989 è stato prodotto un film per la TV intitolato "L'Orchestra rossa" con la regia di Jacques Rouffio. Narra i successi della rete di spie comuniste a danno della Germania e che portò i gerarchi nazisti a istituire un'apposita squadra di controspionaggio.